# Hydrure de chlorobis(dppe)fer
L'hydrure de chlorobis(dppe)fer est un complexe de coordination de formule chimique HFeCl(dppe)2, où « dppe » représente le ligand bidentate 1,2-bis(diphénylphosphino)éthane (C6H5)2PCH2CH2P(C6H5)2. Il se présente sous la forme d'un solide rouge violacé. Il a suscité un intérêt en recherche comme précurseur des complexes de dihydrogène. Ce complexe présente une géométrie moléculaire octaédrique. Les ligands hydrure et chlorure sont en configuration trans l'un par rapport à l'autre. On peut l'obtenir à l'aide de la réaction idéalisée :
FeCl2 + 2 dppe + NaBH4 ⟶ NaCl + 1⁄2 B2H6 + HFeCl(dppe)2.
Au cours de ce processus, le complexe FeCl2(dppe)2 haut spin est converti en HFeCl(dppe)2 bas spin.
Le complexe HFeCl(dppe)2 présente un ensemble de réactions associées à la liaison Fe–Cl. Il réagit avec le borohydrure de sodium en donnant le dihydrure :
HFeCl(dppe)2 + NaBH4 ⟶ H2Fe(dppe)2 + NaCl + 1⁄2 B2H6.
La réaction avec le tétrafluoroborate de sodium NaBF4 sous atmosphère d'hydrogène H2 ou d'azote N2 donne respectivement le complexe de dihydrogène et le complexe de diazote :
HFeCl(dppe)2 + NaBF4 + H2 ⟶ [HFe(H2)(dppe)2]BF4 + NaCl ;
HFeCl(dppe)2 + NaBF4 + N2 ⟶ [HFe(N2)(dppe)2]BF4 + NaCl.

Modélisation du complexe
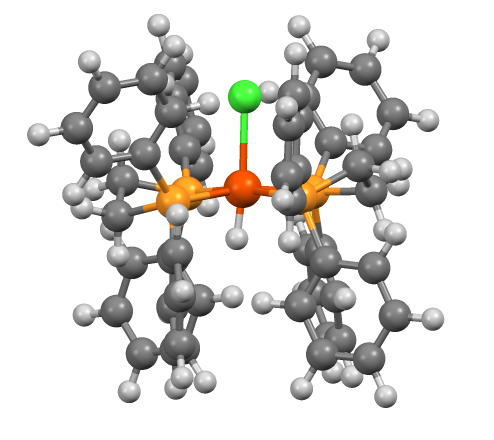
Vue latérale
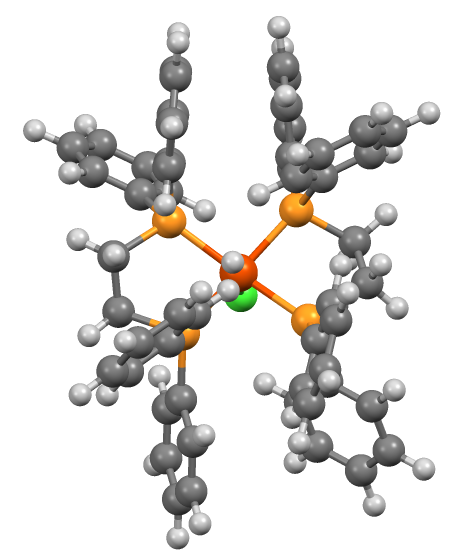
Vue axiale